# カラクリオデット
『カラクリオデット』は、鈴木ジュリエッタによる日本の少女漫画作品。漫画雑誌『花とゆめ』（白泉社）にて連載された。同誌2005年19号に掲載された読み切りが好評で、同年24号に続編が掲載される。その後短期連載を経て、最終的にはロングラン連載となった。

## あらすじ
吉沢オデットは、無表情な美人の高校生。見た目は普通の女の子だが、実は天才科学者吉沢博士に創られたアンドロイドだった。
自分と人間の違いが知りたくて学校に通いはじめた彼女は、様々な人と触れ合ううちに様々な感情（喜び、願い、怖れ、哀しみ、など）を体得していく。

## 登場人物
吉沢オデット（よしざわ オデット）
吉沢博士の最高傑作である、アンドロイド。髪の色はピンク。当初は高校1年生だったが、進級して2年生になる。
頭脳明晰で運動能力も抜群、人間の動きやしぐさも全て表現できるが、感情は理解できなかった。そばにいる人の体温や鼓動の変化を感じ取る能力がある。アンドロイドということは生徒には秘密だが、無頓着な保健医が教えたため朝生は知っている。
朝生に対する愛情表現がものすごく過激。ゆえに朝生から疎まれることもあった。
吉沢ヒロアキ（よしざわ ヒロアキ）
天才ロボット科学者でオデットの生みの親。オデットやクリスの世話をマメに焼いている。
黒瀬朝生（くろせ あさお）
オデットと同じ高校の先輩。学園一の問題児で頻繁にケンカをしているが、自分から手を出すことは少ない。オデットと出会いロボットと知ってからも、奇妙な友人関係を続けているが、彼女の、あまりに過激な愛情表現に悩まされていた。
洋子のことが好きで、ネコ好き。
花梨（かりん）という妹がいる。
吉沢クリス（よしざわ クリス）
元の名はクリス7号で、実は暗殺用自爆アンドロイド。何者かによって吉沢博士のもとへ送り込まれたが、留守番をしていたオデットと出会って過ごすうちに、自我が発達する。不発弾だったらしく起爆することはなかった。その後爆弾を取り除き、オデットのいとことして学校にも通っている。一時故障していた。
守野洋子（もりの ようこ）
オデットのクラスメイトで親友。友達の三和子（みわこ）とよく一緒にいる。呼吸器の持病があり、体育は毎回見学している。新入生の時、怪我をした朝生を気遣い声を掛けているが、今は忘れてしまい、怖がっている。
柚木村明久（ゆきむら あきひさ）
オデットと同じ高校の後輩。オデットに一目惚れして告白する。
ミカ
柚木村のクラスメイトで友人。よく柚木村の悩み相談に付き合わされたり買い物の荷物持ちをさせたりしている。
朝生のことが好きらしい。
林檎坂白雪（りんござか しらゆき）
名家のお嬢様。触れた相手の思考に感応する能力を祖母から受け継いでいるが、そのために両親と離れて暮らす羽目になっていた。誕生プレゼントを届けに来たオデットと友人になり、吉沢博士の思考を読んでオデットがロボットだと知る。その後オデットのクラスに転校してくる。
岡田哲也（おかだ てつや）
洋子の彼氏。オデットが1年の時のクラスメイト。
久太郎（ひさたろう）
雨の日にオデットが道ばたで拾った「幽霊少年」。オデットにしか見えず、共に過ごすうち、互いに思いやるようになる。しかしその正体はオデットに感染した新種のコンピューターウイルスで、オデットを救うために自己消滅する。
ガブリエル
「子守から脱獄まで」何でも請け負う何でも屋の管理職。吉沢博士の大学時代の学友で、クリスを回収するために来日した。好物はクリームソーダ。性別不詳。
アレックス･オーウェン
ロボット科学者。19歳。同じロボット科学者として吉沢博士を尊敬してはいるが、自分の理想のロボットを作るためなら手段を選ばないうえ、自分が作ったロボットに愛情を注げない、ドライな性格だった。
しかし、グレースとトラヴィスが吉沢博士の元へ去ったうえ、その吉沢博士の説得を受けて改心。「2人｣のロボットとともに、｢（コンピューター）ウイルス送ります｣と言い残し、オデットたちの前から去った。
グレース
オーウェンの手で作られたロボット。旧型でオーウェンからの関心を失っている。オーウェンの関心を引くオデットに対して嫉妬に似た感情があり、制御システムの故障からオデットを襲撃、彼女をかばったトラヴィスを破壊してしまった。トラヴィスの修理をオーウェンに頼むも断られたので、吉沢博士のもとに一度は去った。その後、オーウェンが改心したことで彼の元に戻る。
人間と共に生きる決意をしたオデットを高く評価している。
トラヴィス
オーウェンの手で作られたロボット。彼いわく「最高傑作」。気が強くて自信家。オデットを襲撃したグレースから彼女を守ったが、その際グレースによって左半身を損傷、動けなくなってしまった。これがきっかけとなって、オーウェンは改心することになる。

## 書誌情報
- 鈴木ジュリエッタ『悪魔とドルチェ』白泉社〈花とゆめコミックス〉、全6巻
  1. 2006年6月25日発行、ISBN 4-592-18116-6
  2. 2006年10月25日発行、ISBN 4-592-18117-4
  3. 2007年4月25日発行、ISBN 978-4-592-18118-7
  4. 2007年9月25日発行、ISBN 978-4-592-18119-4
  5. 2008年1月25日発行、ISBN 978-4-592-18120-0
  6. 2008年4月25日発行、ISBN 978-4-592-18121-7